# Bahnhof Rheydt-Geneicken
Der Bahnhof Rheydt-Geneicken ist ein Bahnhof in den Mönchengladbacher Stadtteilen Rheydt und Bonnenbroich-Geneicken. Der Bahnhof an der Bahnstrecke Mönchengladbach–Stolberg wurde 1870 eröffnet und 1985 für den Personenverkehr geschlossen. Seither dient er ausschließlich dem Güterverkehr. Die Betriebsstelle befindet sich heute nördlich des ehemaligen Bahnhofes. Das ehemalige Empfangsgebäude und das ehemalige Fahrdienstleiter-Stellwerk stehen als Baudenkmale unter Denkmalschutz.

## Geschichte
Der Bahnhof ging am 1. Februar 1870 mit dem Streckenabschnitt von Gladbach (heute: Mönchengladbach Hbf) nach Rheydt-Odenkirchen in Betrieb. Die Bergisch-Märkische Eisenbahn-Gesellschaft verlängerte die Strecke im Jahr 1873 über Jülich bis nach Stolberg. Der Bahnhof umfasste neben den Anlagen für den Personenverkehr auch eine Ladeeinrichtung für den Güterverkehr sowie einen Rangierbahnhof. Mehrere Betriebe hatten einen Gleisanschluss im Bahnhof.
Im Jahr 1908 ging die Bahnstrecke Rheydt–Köln-Ehrenfeld in Betrieb, mit der eine direkte Verbindung zwischen Rheydt-Odenkirchen und dem Rheydter Hauptbahnhof und weiter nach Gladbach entstand. Vor dem Zweiten Weltkrieg bemühte sich die Reichsbahndirektion Köln daher um die Stilllegung des Streckenabschnitts von Gladbach nach Rheydt-Odenkirchen, die wohl aus strategischen Gründen unterblieb.
Während des Zweiten Weltkrieges wurde der Bahnhof in Mitleidenschaft gezogen. Fünf Jahre nach Kriegsende berichtete die Rheinische Post, dass der Bahnhof nach wie vor einen trostlosen Anblick böte, da nicht alle Gleise zur Verfügung stünden. Nach dem Fahrplan von 1950 hielten täglich 43 Züge in Rheydt-Geneicken, etwa 80 Züge insgesamt passierten die Strecke. Die Stilllegung der Strecke stand zu dieser Zeit ebenfalls wieder auf dem Plan. Da die in Geneicken angeschlossenen Großbetriebe aber noch auf die Bahn angewiesen waren, unterblieb das Vorhaben.
In den Folgejahren verlagerte sich der Verkehr zwischen Rheydt-Odenkirchen und Mönchengladbach Hbf zunehmend auf die parallel verlaufende Verbindung entlang der Strecken Rheydt–Köln-Ehrenfeld und Aachen–Mönchengladbach. Dennoch wurde die Strecke im Jahr 1968 elektrifiziert. Am 31. Januar 1985 stellte die Deutsche Bundesbahn den Güterverkehr zwischen Rheydt-Geneicken und Rheydt-Odenkirchen sowie den Personenverkehr zwischen Mönchengladbach Hbf und Rheydt-Odenkirchen ein. Der installierte Fahrdraht wurde wieder entfernt und die Strecke im Folgejahr zwischen Geneicken und Odenkirchen abgebaut. Die Trasse wird seitdem als Radweg genutzt.
Der verbliebene Teil der Strecke wird vor allem für Transformatoren-Transporte der GE Grid GmbH genutzt.
Die Gleise enden aber bereits vor dem ehemaligen Personenbahnhof nördlich der Mühlenstraße/Schlossstraße. Die Gleise im Bahnhof sind zurückgebaut. Von 1996 bis etwa 2016 stand auf einem Gleisrest vor dem Restaurant noch ein Wagen.

## Empfangsgebäude

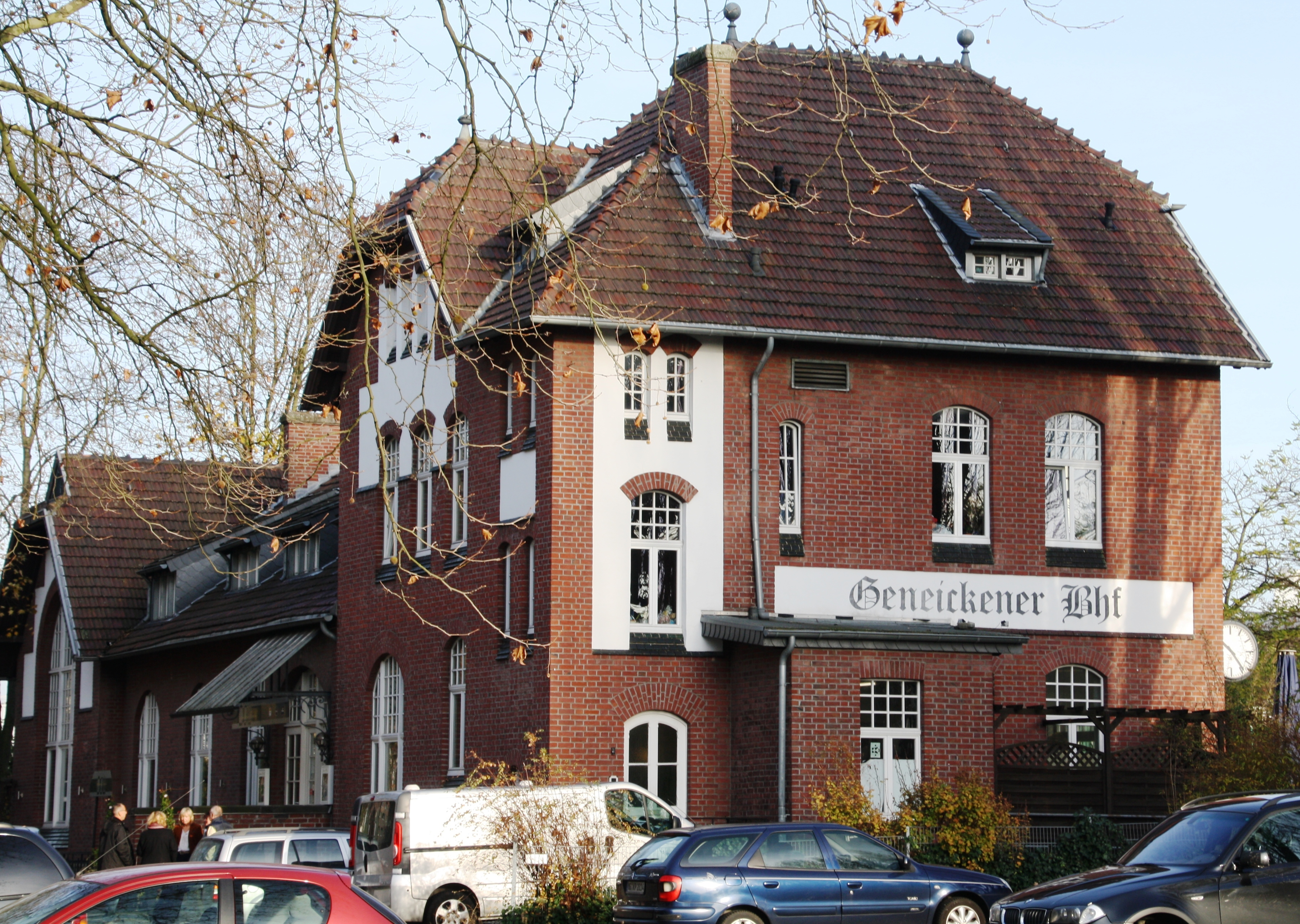
Ehemaliges Empfangsgebäude, 2014

Das Empfangsgebäude stammt aus dem Jahr 1899. Im unteren Bereich befanden sich die Diensträume sowie die Warteräume der 1. und 2. sowie 3. und 4. Wagenklasse. Angeschlossen war außerdem eine Bahnhofsgaststätte. Das Obergeschoss diente als Wohnraum für den Bahnhofsvorsteher. Nach der Teilstilllegung der Strecke war das Empfangsgebäude ohne Funktion, lediglich der nördliche Bahnhofskopf blieb in Betrieb. Die Stadt Mönchengladbach erwarb das Gebäude 1988 von der Bundesbahn in der Absicht, eine Begegnungsstätte für den Stadtbezirk Süd zu schaffen. Zeitgleich setzte sie den Bau unter Denkmalschutz.
Aufgrund fehlender finanzieller Mittel unterblieb das Vorhaben. Anfang der 1990er Jahre fand sich schließlich ein privater Investor, der das Gebäude von der Stadt kaufte und im Jahr 1996 in den Räumlichkeiten ein Restaurant eröffnete. Ende 2014 wurde das Restaurant geschlossen und 2016 das Gebäude an einen anderen Investor verkauft, der es seit Herbst 2017 als Kunstakademie nutzt.

## Stellwerke

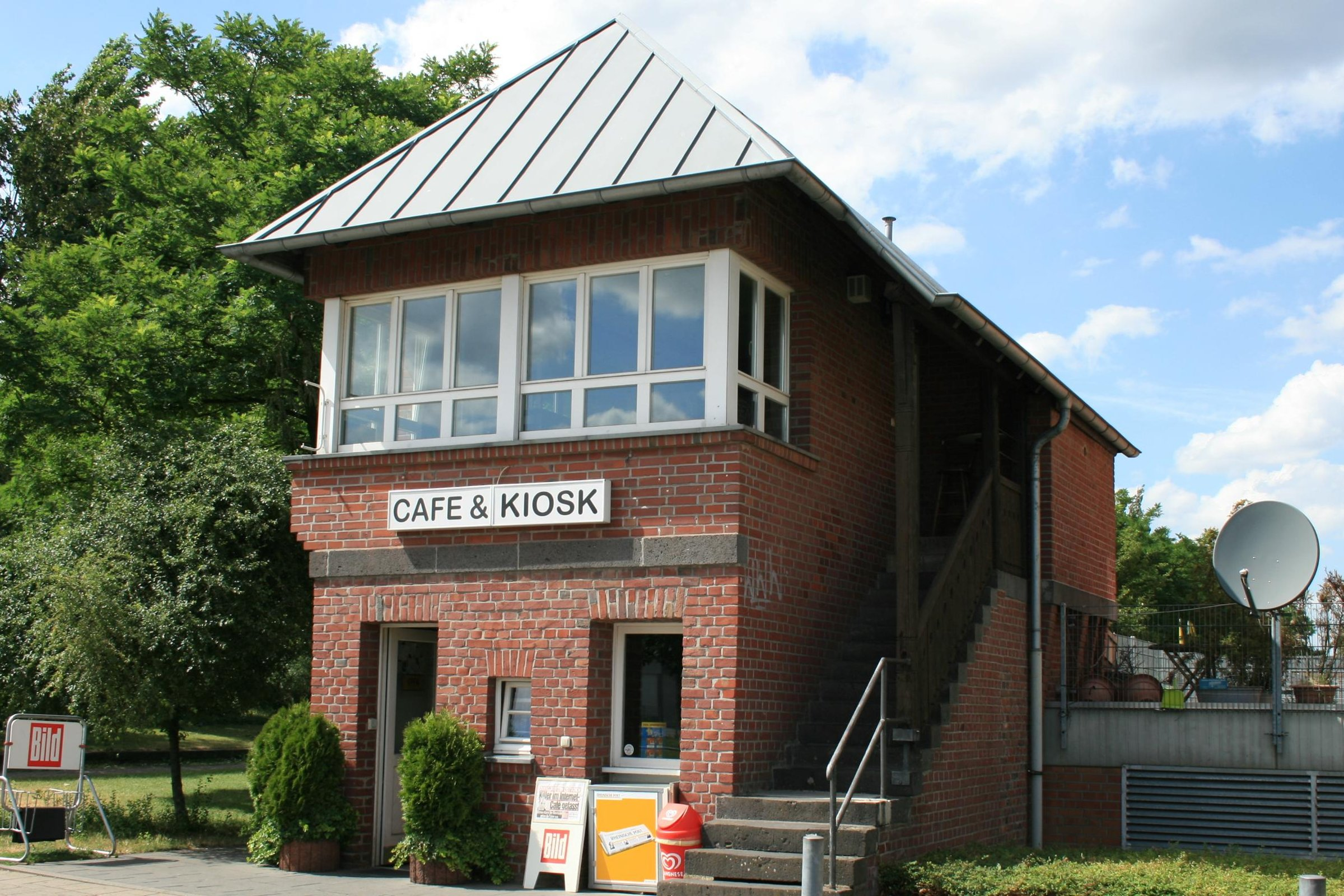
Ehemaliges Stellwerk Gf, 2011

Der Bahnhof verfügte über zwei mechanische Stellwerke. Am Nordkopf in Höhe der Bonnenbroicher Straße befand sich das Stellwerk des Weichenwärters, Gn (Geneicken Nord). Der Fahrdienstleiter versah seinen Dienst im Stellwerk Gf (Geneicken Fahrdienstleiter) an der Düsseldorfer Straße. Beide Straßen wurden höhengleich gekreuzt. Ab 1954 befuhren Oberleitungsbusse die Bahnübergänge. Nach der Streckenelektrifizierung 1968 mussten diese in Höhe der Bahnübergänge abbügeln. Das kurze Stück legten die Fahrzeuge mit einem Hilfsantrieb zurück.
Nach der Teilstilllegung wurden die vorhandenen Weichen auf Ortsbetrieb umgestellt, womit die Stellwerke überflüssig wurden. Das Stellwerk Gn wurde abgerissen, das Stellwerk Gf steht hingegen seit dem 3. Mai 1988 unter Denkmalschutz. Der Bau beherbergt einen Kiosk mit Stehcafé.

### Denkmalbeschreibung
Der Bahnhof ist ein zweigeschossiges, traufständig zum ehemaligen Gleiskörper stehendes Backsteingebäude unter Walmdach mit durchgezogener Dachfläche für die Überdeckung des außenseitigen Treppenaufgangs in das Obergeschoss. Das Erdgeschoss weist kleine quadratische bzw. hochrechteckige Fenster zur Belichtung auf. Geschosstrennendes Gurtgesims aus Basaltlavaquadern, das an der Ostseite teilweise vorkragt. Im Obergeschoss, das ursprünglich die heute fehlende bahntechnische Einrichtung (Stellwerktechnik) aufnahm und auf der Westseite über drei Ziegelsteinschichten vorkragt, großzügige Befensterung auf den ehemaligen Gleiskörper und den Bahnübergang. An den früheren Spannwerksraum wurde nachträglich ein Anbau angefügt.
Das Objekt ist aus städtebaulichen und ortshistorischen sowie wirtschaftshistorischen Gründen als Baudenkmal schützenswert.